# Високівська сільська рада (Бериславський район)
Висо́ківська сільська́ ра́да — адміністративно-територіальна одиниця та орган місцевого самоврядування в Бериславському районі Херсонської області. Адміністративний центр — село Високе.

## Загальні відомості
Високівська сільська рада утворена в 1928 році.
- Територія ради: 107,406 км²
- Населення ради: 1 345 осіб (станом на 2001 рік)

## Населені пункти
Сільській раді були підпорядковані населені пункти:
- с. Високе
- с. Львівські Отруби
- с-ще Матросівка
- с. Таврійське

## Склад ради
Рада складалася з 16 депутатів та голови.
- Голова ради: Перевенко Євгенія Іванівна
- Секретар ради: Перевенко Ольга Владиславівна

### Керівний склад попередніх скликань
| Прізвище, ім'я, по батькові    | Основні відомості                                                 | Дата обрання | Дата звільнення |
| ------------------------------ | ----------------------------------------------------------------- | ------------ | --------------- |
| Федак Ольга Андріївна          | Сільський голова, 1970 року народження, позапартійна              | 22.08.2006   | 01.02.2008      |
| Хрипченко Олександр Васильович | Сільський голова, 1963 року народження, безпартійний              | 30.11.2008   | 31.10.2010      |
| Перевенко Євгенія Іванівна     | Сільський голова, 1951 року народження, освіта вища, позапартійна | 31.10.2010   |                 |

Примітка: таблиця складена за даними сайту Верховної Ради України

### Депутати
За результатами місцевих виборів 2010 року депутатами ради стали:

#### За суб'єктами висування
| Суб'єкт висування | Кількість обраних депутатів | %  |
| ----------------- | --------------------------- | -- |
| Партія регіонів   | 8                           | 50 |
| Самовисування     | 8                           | 50 |

#### За округами
| № округу        | Прізвище, ім'я, по батькові   | Дата визнання обраним | Освіта  | Партійна приналежність | Відомості про обраного депутата              |
| --------------- | ----------------------------- | --------------------- | ------- | ---------------------- | -------------------------------------------- |
| Партія регіонів |                               |                       |         |                        |                                              |
| 3               | Талль Любов Василівна         | 03.11.2010            | вища    | член Партії регіонів   | тимчасово не працює                          |
| 4               | Ткач Юрій Васильович          | 03.11.2010            | середня | член Партії регіонів   | Високівська сільська рада, прибиральник      |
| 5               | Караман Ілля Михайлович       | 03.11.2010            | середня | член Партії регіонів   | пенсіонер                                    |
| 9               | Кур'ян Наталя Олександрівна   | 03.11.2010            | вища    | позапартійна           | вчитель                                      |
| 12              | Левчук Світлана Миколаївна    | 03.11.2010            | вища    | член Партії регіонів   | тимчасово не працює                          |
| 13              | Піхоцька Людмила Михайлівна   | 03.11.2010            | середня | член Партії регіонів   | тимчасово не працює                          |
| 15              | Рашмід Олена Олександрівна    | 10.01.2011            | середня | член Партії регіонів   | клуб с. Висока, завідувачка клубу            |
| 16              | Коваленко Клавдія Петрівна    | 03.11.2010            | середня | член Партії регіонів   | пенсіонер                                    |
| Самовисування   |                               |                       |         |                        |                                              |
| 1               | Ковтун Лариса Володимирівна   | 03.11.2010            | середня | позапартійна           | тимчасово не працює                          |
| 2               | Курбат Валентина Іванівна     | 03.11.2010            | вища    | позапартійна           | Високівська загальноосвітня школа, вчитель   |
| 6               | Нестеренко Наталя Василівна   | 03.11.2010            | вища    | позапартійна           | Високівська сільська рада, бухгалтер         |
| 7               | Зінухов Іван Григорович       | 03.11.2010            | вища    | позапартійний          | фермерське господарство «Монополіст», голова |
| 8               | Перевенко Ольга Владиславівна | 03.11.2010            | вища    | позапартійна           | Високівська амбулаторія, реєстратор          |
| 10              | Скакун Анастасія Юріївна      | 03.11.2010            | вища    | позапартійна           | Бериславське медичне училище, студент        |
| 11              | Хрипченко Тетяна Сергіївна    | 03.11.2010            | вища    | позапартійна           | Високівська амбулаторія, фельшер             |
| 14              | Атаманюк Валерій Олексійович  | 03.11.2010            | середня | позапартійний          | фермерське господарство «Южна Еліта», голова |